# LM Весов
LM Весов (лат. LM Librae) — двойная затменная переменная звезда типа Алголя (EA:) в созвездии Весов на расстоянии приблизительно 1722 световых лет (около 528 парсеков) от Солнца. Видимая звёздная величина звезды — от +11,7m до +11,07m. Орбитальный период — около 0,783 суток (18,792 часов).